# Charles Herbert Allen
Charles Herbert Allen   (Lowell, 15 d'abril de 1848 - Lowell, 20 d'abril de 1934) fou un polític i empresari americà, primer governador civil de Puerto Rico. El 1900, després de servir en càrrecs federals i estatals, va ser anomenat governador civil de Puerto Rico, després de la guerra hispano-estatunidenca. Anteriorment va servir com a Secretari de l'Armada amb el President William McKinley.
Després de retornar als EUA des de Puerto Rico, Allen va anar a Wall Street com a vicepresident de la Morton Trust Company i la seva successora, la Trust Campany de Nova York. Va fundar l'American Sugar Refining Company que, el 1907, era la més gran en el món i que va controlar el 98% de la capacitat de processament del sucre en els EUA i va ser coneguda com la Sugar Trust. El 1910, Allen fou tresorer de la American Sugar Refining, el 1913 fou el seu president i, el 1915, va format part de la seva junta directiva. A principis del segle xxi, l'empresa fou coneguda com la Domino Sugar.